# Stanisław Niedźwiecki (duchowny)
Stanisław Niedźwiecki (ur. 1890, zm. 1943) – polski ewangelista i kaznodzieja zielonoświątkowy, jeden z pierwszych misjonarzy zielonoświąkowych prowadzących działalność na Wileńszczyźnie w okresie II Rzeczypospolitej.

## Życiorys
Urodził się w Radoszkowicach, w guberni wileńskiej. W 1910 ożenił się z Zofią Dynejko. Przed wybuchem I wojny światowej emigrował do USA, gdzie pracował jako szewc i zetknął się z ruchem zielonoświątkowym. W 1924 powrócił jako reemigrant do rodzinnych Radoszkowic, gdzie podjął działalność misyjną przyczyniając się do powstania zborów o orientacji zielonoświątkowej na terenie Wileńszczyzny. W tym czasie na ziemiach wschodniej i centralnej Rzeczypospolitej, działalność misyjną prowadzili również Nikita Kalenik i Józef Czerski na Wołyniu, Grzegorz Sielużycki i Karp Leonowicz na Polesiu oraz Gustaw H. Schmidt i Artur Bergholc w Polsce centralnej. Niedźwiecki był ewangelistą i kaznodzieją w Wilnie oraz w okręgu Mołodeczno-Wilejka. Pod wpływem jego działalności w ruch zielonoświątkowy zaangażowała się między innymi dyplomowana nauczycielka Luba Kobiako, później dyrektorka Domu Dziecka w Baranowiczach i uznana kaznodziejka.
Po inwazji III Rzeszy na ZSRR w trakcie II wojny światowej został aresztowany przez gestapo w styczniu 1943, poddany śledztwu w Wilnie i zamordowany w bliżej nieznanych okolicznościach w marcu 1943 roku. Jego ciało odnaleziono w trakcie ekshumacji w lipcu 1944 roku.